# Back in the U.S.S.R.
Back in the U.S.S.R. is het openingsnummer van het in 1968 uitgebrachte album The Beatles (beter bekend als The White Album) van de Engelse band The Beatles. Het nummer is geschreven door John Lennon en Paul McCartney, maar is vooral het werk van McCartney. McCartney schreef het nummer tijdens het verblijf van The Beatles in India bij Maharishi Mahesh Yogi. In een interview in 1984 met Playboy Magazine zei McCartney dat hij het schreef als "een soort Beach Boys-parodie" gebaseerd op "Back in the U.S.A."

## Achtergrond
In 1967 reisden The Beatles naar India om bij de Maharishi Mahesh Yogi, een indiase goeroe, Transcendente meditatie te studeren. In deze periode kreeg Paul McCartney het idee om Back in the U.S.S.R. te schrijven. Het lied gaat over een man uit de Sovjet-Unie die weer terug is in zijn eigen land na een vlucht uit Miami. Volgens McCartney is het nummer een parodie op Back in the U.S.A. van Chuck Berry en California Girls van The Beach Boys. Ook muzikaal gezien is het nummer geïnspireerd door het werk van The Beach Boys: Back in the U.S.S.R. bevat zangharmonieën in de stijl van The Beach Boys. Het lied bevat ook een verwijzing naar Georgia On My Mind van Hoagy Carmichael.
Beach Boy Mike Love was ook in India toen McCartney Back in the U.S.S.R. schreef. Naar eigen zeggen gaf Love McCartney het idee om in het nummer te verwijzen naar de meisjes uit Georgië en Oekraïne. Love herinnerde zich dat McCartney "Back in the U.S.S.R." speelde. op akoestische gitaar tijdens het ontbijt in Rishikesh, waarna hij aan McCartney voorstelde dat de brugsectie zich zou moeten concentreren op de "meisjes" in Rusland, in de stijl van "California Girls" van de Beach Boys.

## Ringo verlaat tijdelijk de band
Tijdens de opnamen van The White Album waren er veel spanningen binnen de band. Op 22 augustus 1968, tijdens de sessie van Back in the U.S.S.R., besloot Ringo Starr de band te verlaten. Naar eigen zeggen omdat hij het gevoel had dat zijn drumspel niet goed was en daarnaast voelde hij zich steeds meer buitenstaander. Volgens McCartneys biograaf Barry Miles verliet Starr de groep nadat hij door McCartney was bekritiseerd vanwege een fout tijdens het drummen. Starr verliet in ieder geval de band om op vakantie te gaan naar Sardinië met zijn vrouw en kinderen. Overigens gingen de opnamen van Back in the U.S.S.R. gewoon door zonder Starr. Het aanwezige personeel van Abbey Road Studios kreeg de instructie om het vertrek van Starr geheim te houden. Op 4 september keerde Starr weer terug bij de band voor de opnamen van de videoclips voor Hey Jude en Revolution. De volgende dag speelde Starr weer mee tijdens de opnamen van The White Album. De overige bandleden hadden voor de gelegenheid zijn drumstel versierd met bloemen.

## Opnamen
De opnamen voor Back in the U.S.S.R. begonnen op 22 augustus 1968. Die avond namen John Lennon, Paul McCartney en George Harrison de basis van het nummer op. McCartney speelde de drums, Harrison gitaar en Lennon basgitaar.
Op 23 augustus werden de opnamen voor het nummer voortgezet. Die avond voegden The Beatles nog twee drumtracks, twee basgitaarpartijen, twee gitaarpartijen, een pianopartij, handgeklap, zang (door McCartney) en achtergrondharmonieën (door Lennon en Harrison) toe aan de eerder gemaakte opnamen. Tijdens het mixen van het nummer werd aan het nummer het geluid van een opstijgend en landend vliegtuig toegevoegd.
Bij het samenstellen van het album werd het nummer zo gemixt dat het zonder pauze overgaat (een segue) in het tweede nummer van het album, Dear Prudence.

## Credits
- Paul McCartney – zang, basgitaar, gitaar, drums, handgeklap, percussie
- John Lennon – achtergrondzang, gitaar, basgitaar, drums, handgeklap, percussie
- George Harrison – achtergrondzang, gitaar, basgitaar, drums, handgeklap, percussie

## NPO Radio 2 Top 2000
| Nummer met noteringen in de NPO Radio 2 Top 2000 | '00 | '01  | '02 | '03 | '04 | '05 | '06  | '07 | '08 | '09 | '10 | '11  | '12  | '13  | '14  | '15-'17 | '18  | '19  |
| ------------------------------------------------ | --- | ---- | --- | --- | --- | --- | ---- | --- | --- | --- | --- | ---- | ---- | ---- | ---- | ------- | ---- | ---- |
| Back in the U.S.S.R.                             | 876 | 1183 | 958 | 898 | 735 | 869 | 1068 | 931 | 902 | 974 | 907 | 1005 | 1084 | 1643 | 1992 | -       | 1833 | 1731 |

1. ↑  Een '-' betekent dat het nummer niet was genoteerd en een vetgedrukt getal geeft de hoogste notering aan.
2. ↑  2000 was het eerste jaar met een notering voor dit nummer.
3. ↑  Deze tabel is bijgewerkt tot en met de laatste editie (2024).